# Munajärvet (Jukkasjärvi socken, Lappland, 753195-176758)
Munajärvet är en sjö i Kiruna kommun i Lappland och ingår i Torneälvens huvudavrinningsområde. Sjön har en area på 0,241 kvadratkilometer och ligger 315,9 meter över havet.

## Delavrinningsområde
Munajärvet ingår i det delavrinningsområde (753193-176833) som SMHI kallar för Utloppet av Vivunkijärvi. Medelhöjden är 314 meter över havet och ytan är 3,13 kvadratkilometer. Räknas de 7 avrinningsområdena uppströms in blir den ackumulerade arean 86,68 kvadratkilometer. Vaikkojoki som avvattnar avrinningsområdet har biflödesordning 3, vilket innebär att vattnet flödar genom totalt 3 vattendrag innan det når havet efter 328 kilometer. Avrinningsområdet består mestadels av skog (55 procent) och sankmarker (15 procent). Avrinningsområdet har 0,71 kvadratkilometer vattenytor vilket ger det en sjöprocent på 22,8 procent.